# برنار فرانكن
برنار فرانكن (بالإنجليزية: Bernard Franken)‏ مواليد 5 فبراير 1914 في أنتويرب - الوفاة 4 أبريل 2001 في بلجيكا، كان دراج هولندي.

## روابط خارجية
- برنار فرانكن على موقع أرشيف الدراجات (الإنجليزية)
- برنار فرانكن على موقع إحصائيات الدراجات الإحترافية (الإنجليزية)